# Bridgeport (Wisconsin)
Bridgeport – miasto w Stanach Zjednoczonych, w stanie Wisconsin, w hrabstwie Crawford.